# Phyllodromica brevipennis
Phyllodromica brevipennis är en kackerlacksart som först beskrevs av Fischer 1853.  Phyllodromica brevipennis ingår i släktet Phyllodromica och familjen småkackerlackor. Inga underarter finns listade i Catalogue of Life.